# Talvogtei

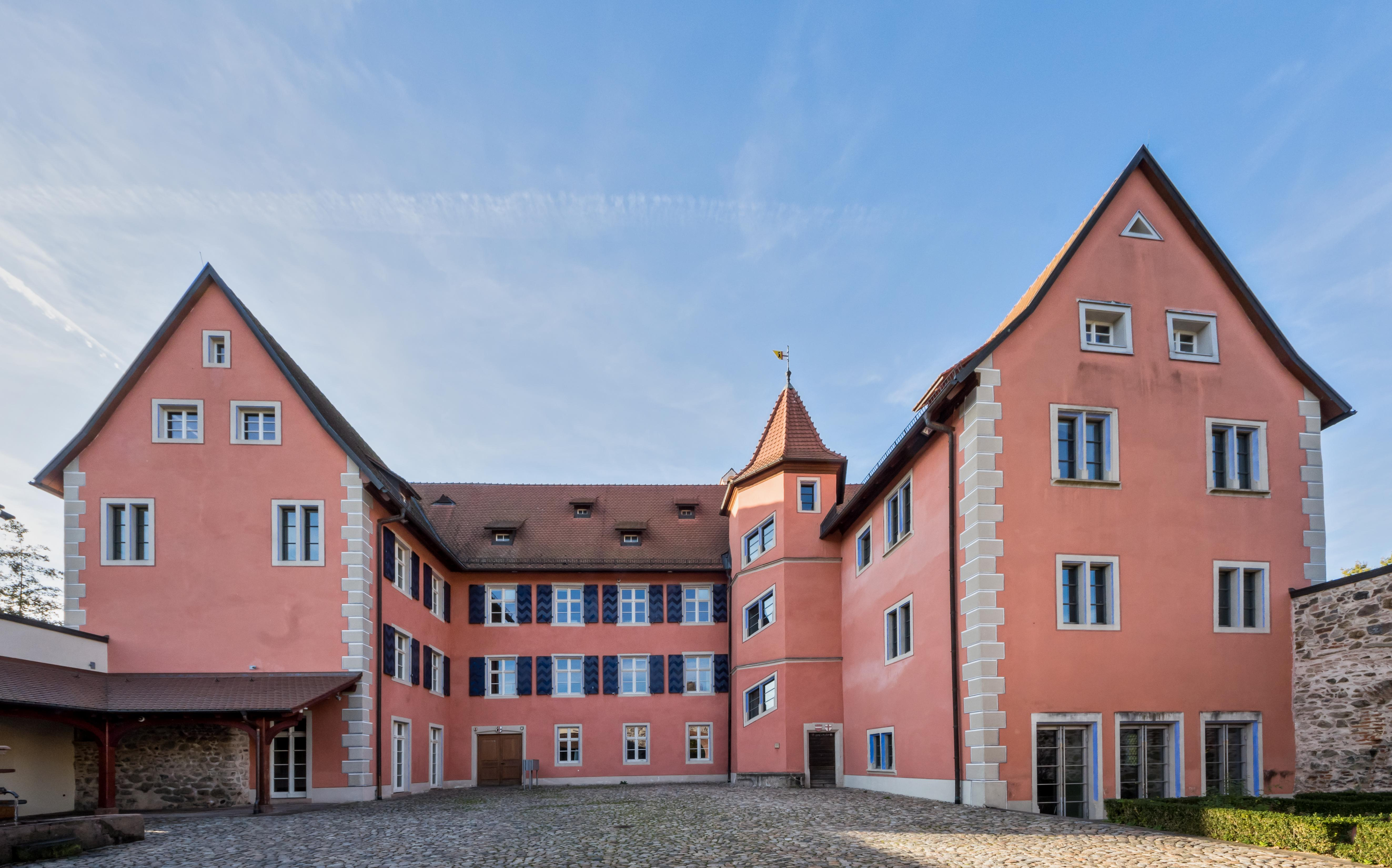
Das Innere der Talvogtei (2014)

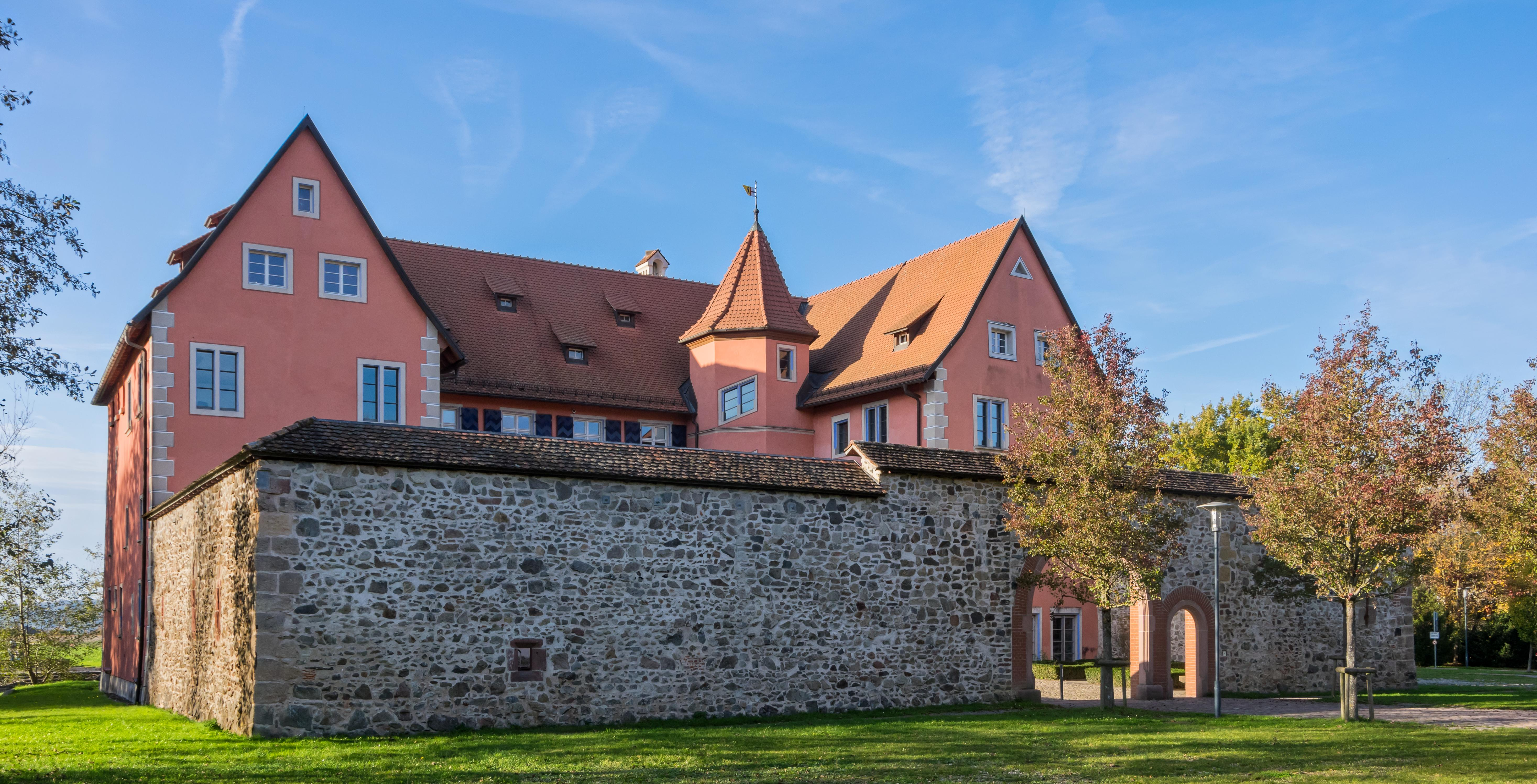
Ostseite (2014)

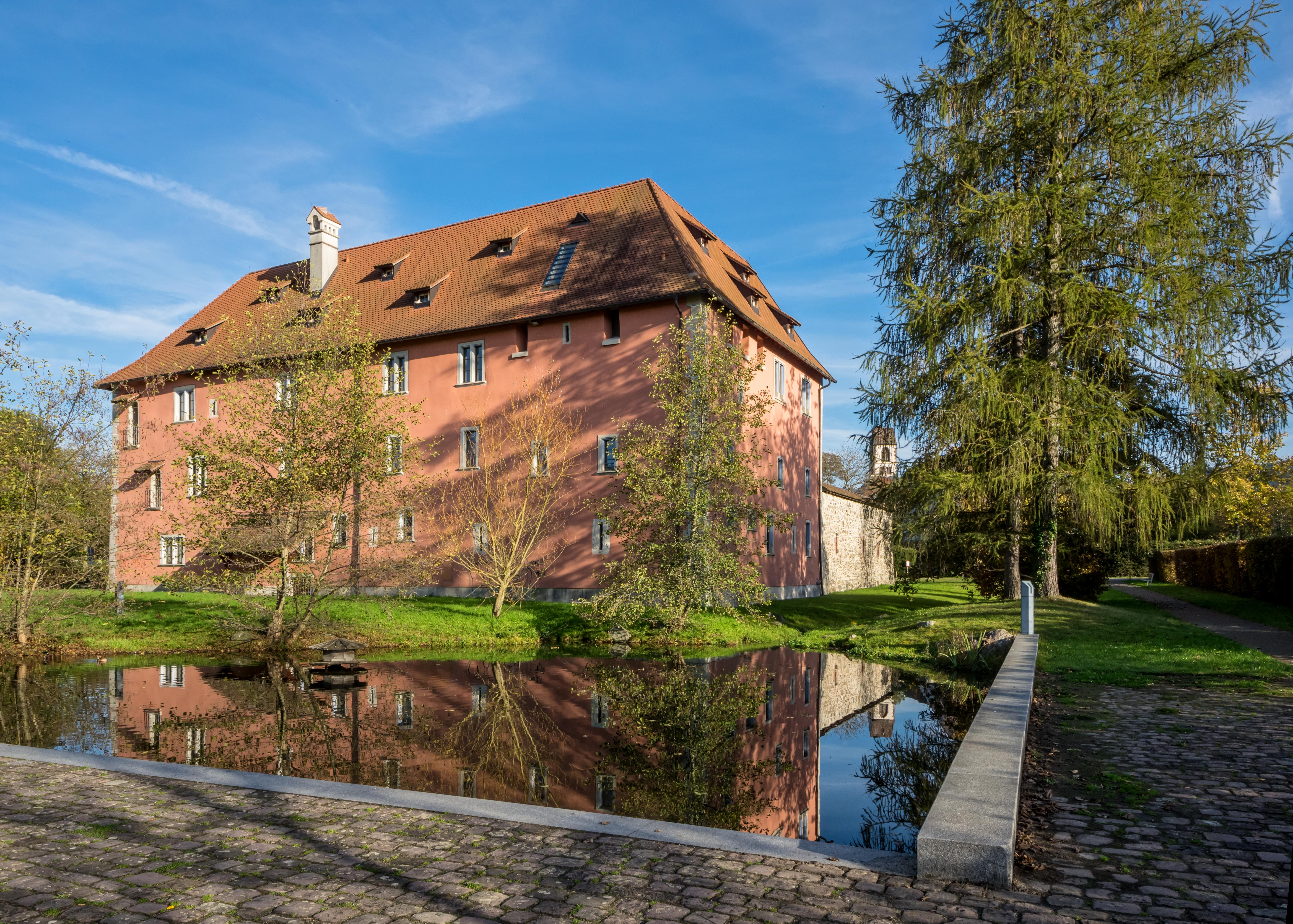
Westseite

Die Talvogtei in Kirchzarten ist ein ehemaliges Wasserschloss der Freiburger Vögte aus dem 17. Jahrhundert. Sie liegt am Osterbach – auch Zastlerbach genannt – der früher durch die Vogtei floss. Im Volksmund wird sie auch „Schalampi“ genannt. Die Vogtei ist heute Sitz des Rathauses von Kirchzarten.

## Beschreibung
Der Aufbau der Talvogtei besteht aus einem dreiflügeligen Gebäude mit vorgelagertem Hof, der mit einer Mauer umgeben ist. Der Zugang ist von Osten. Ursprünglich war das quadratische Grundstück von einem 12 bis 14 m breiten Graben umgeben. Der Gebäudekomplex entspricht einer Niederungsburg und ist eine der jüngsten Burggründungen im Oberrheingebiet.
Die Ummauerung war ursprünglich höher und ist auf das 12./13. Jahrhundert datiert. Der Nordflügel ist durch dendrologische Untersuchungen auf ca. 1400 datiert. Er hat jetzt im Erdgeschoss einen großen Saal, der aus drei Räumen entstand, die zusammengelegt wurden. Dies ist an der Decke deutlich zu sehen, der westliche Teil zeigt eine Vertäfelung aus der Zeit um 1430, der Rest ist eine Bohlen- und Balkendecke mit teilweiser Bemalung im Renaissancestil. Der Südflügel, die Wohnung des Vogts, kam im 16. Jahrhundert hinzu, wurde aber nach einem Teileinsturz von 1952 neu erstellt. Der Westflügel ist um 1621 entstanden, siehe die Markierung am Treppenturm. Im 18. Jahrhundert fanden Umbaumaßnahmen statt, bei der zum einen die Fenster des Westflügels auf der Hofseite symmetrisch angeordnet wurden und wahrscheinlich der obere Teil der Hofmauer mit dem Wehrgang abgebaut wurde. 1786 wurde das Tor zur Mitte der Ostwand versetzt. Die aktuelle Bemalung entspricht einer Originalbemalung, wie anhand von restauratorischen Befunden nachgewiesen werden kann.

## Geschichte

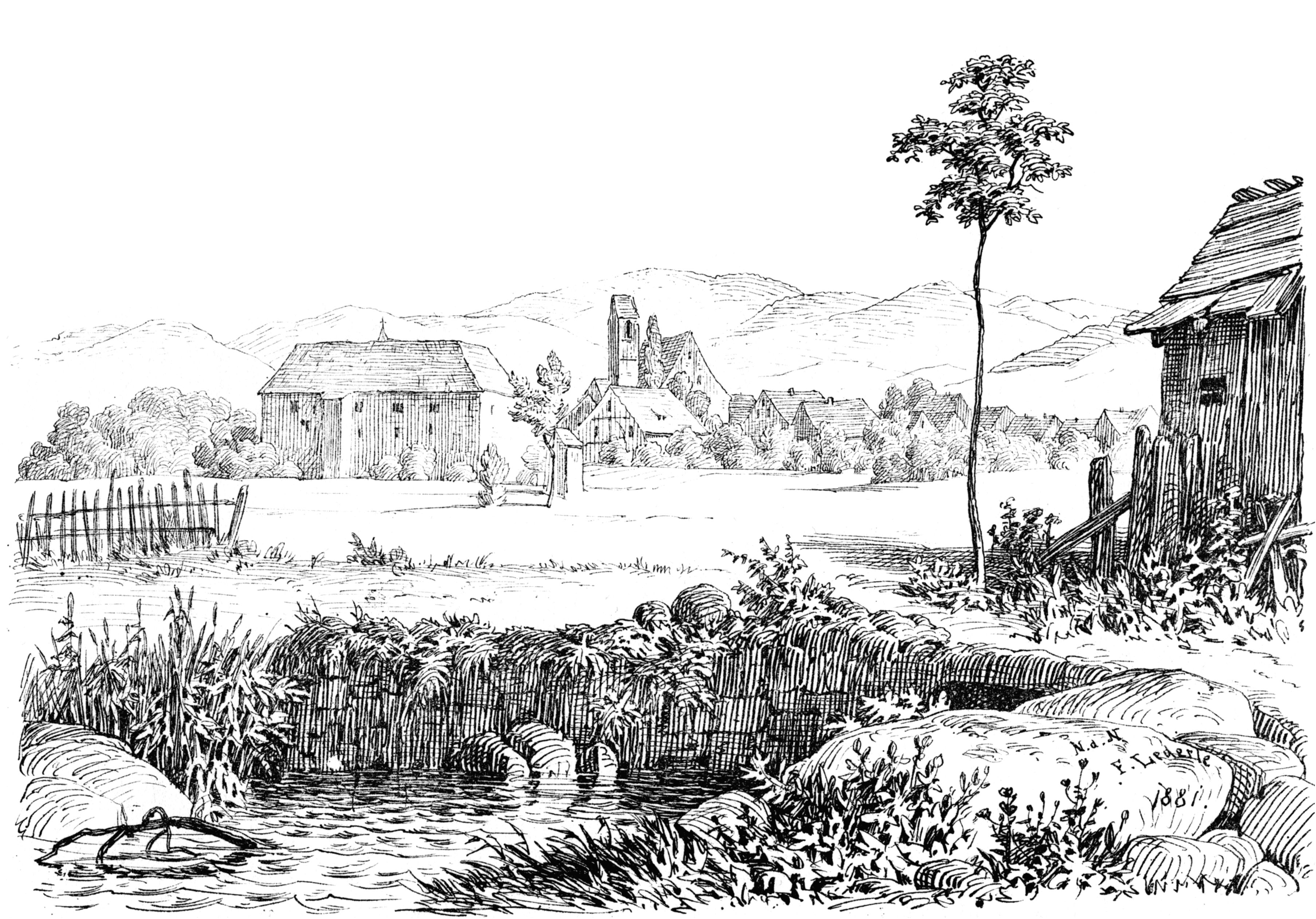
Talvogtei und dahinter die Kirche St. Gallus (vor 1880)

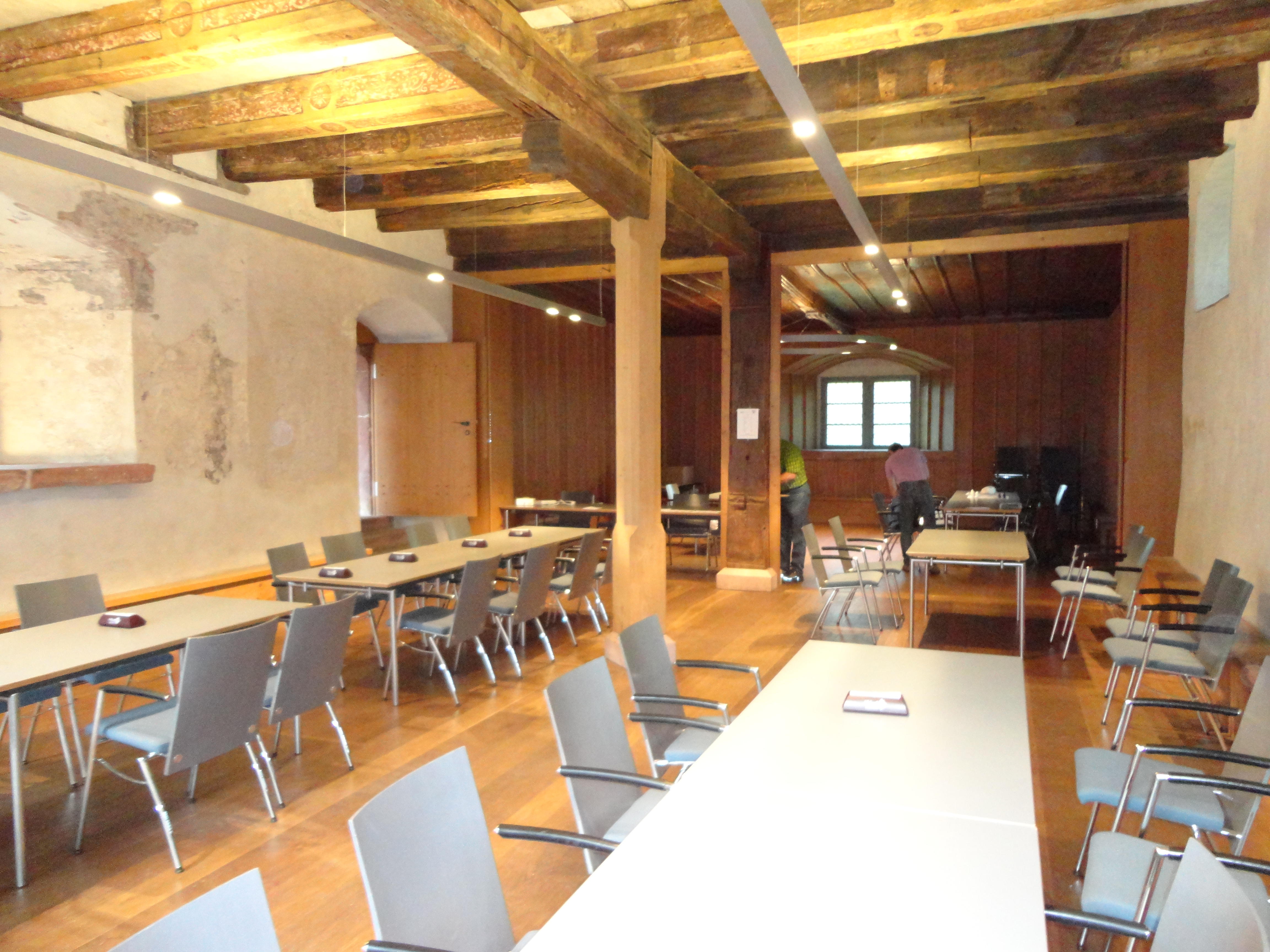
Die Große Stube (2015)

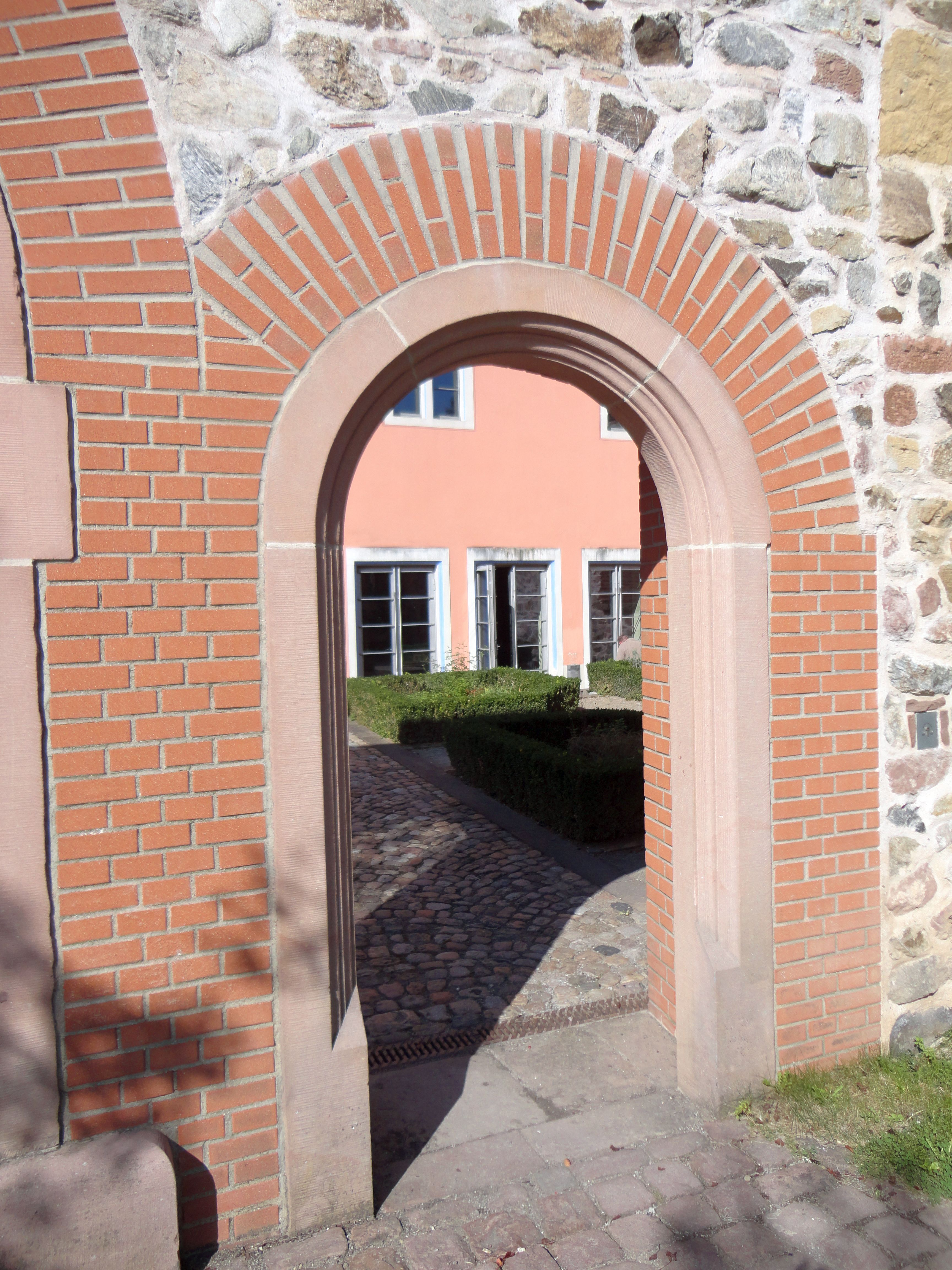
Tor zur Großen Stube

Nachgewiesen werden konnte die Bebauung bis in das Jahr 765, als sie als ein Dinghof an das Kloster St. Gallen geschenkt wurde. Aus diesem Dinghof ging eine Burg hervor, die 1297 an die Freiburger Johanniter verkauft wurde, die Ringmauer stammt von dieser Burg. Im Jahr 1320 kaufte Ritter Kuno von Falkenstein die Burg. Der Nordflügel mit der Großen Stube wurde 1400 erbaut. In den Jahren 1492 und 1496 wurde Kirchzarten und somit auch die Talvogtei von der Stadt Freiburg gekauft. Sie diente ab 1497 als Verwaltungssitz für die Ländereien der Stadt im Dreisamtal. Ab 1502 wurde die Anlage als Schloss bezeichnet, im Jahre 1786 wurde aus dem Verwaltungsbegriff „Talvogtei“ die Bezeichnung des Komplexes.  Aufgebrachten Bauern zerstörten sie großteils 1525. Der Mittelbau und der Treppenturm wurden 1620 errichtet. 1785 wurden wiederum der Mittelbau und das Tor umgebaut. Im Jahre 1808 erfolgte die Auflösung der Freiburger Talvogtei. 1881 wurden die Gebäude an zwei Bauern verkauft und ab da für die Landwirtschaft und als Werkstatt genutzt. Die Akten der städtischen Talvogtei im Dreisamtal sind im Stadtarchiv Freiburg eingelagert und digitalisiert. Die Gemeinde erwarb die Gebäude in zwei Etappen: 1981 den Mittelflügel und 1990 den Nordflügel.
In den Jahren 1993 bis 2000 wurde die Talvogtei von der Gemeinde Kirchzarten renoviert und zum Rathaus ausgebaut. Im Jahre 2014 beschloss der Gemeinderat in der 3. Änderung des Bebauungsplanes, die beiden dazugehörenden östlich gelegenen denkmalgeschützten Gemeindescheunen zu renovieren und weiter zu nutzen. So wird in die Zehntscheuer bzw. Gemeindescheune am Osterbach, die dafür modern erweitert wird, die öffentliche Bücherei und Mediathek sowie ein Lesecafé untergebracht. In der anderen Scheune, der Reiß-Scheune, kommen der Bürgerservice und das Bauamt zu neuen Räumen, dazu werden die beiden Scheunen mit einem Steg verbunden und barrierefrei umgebaut. Die Kosten dafür belaufen sich auf 1,04 Millionen € und werden vom Land mit 530 000 € bezuschusst. Die Arbeiten sollten ursprünglich bis Ende 2016 abgeschlossen sein. Im Mai 2017 waren die Gebäude bezugsfertig.

## Nutzung
Die Talvogtei ist nach der Sanierung auch ein kulturelles Zentrum der Region. So wird der Innenhof für kulturelle Veranstaltungen genutzt. Der jährliche Weihnachtsmarkt findet auf diesem Gelände statt. Seit 2013 findet dort im Sommer das Schlossfest statt, welches den Dorfhock abgelöst hat. Die historischen Räume der Talvogtei können, auch mit Führungen, besichtigt werden, in den Räumen werden regelmäßig auch Kunstausstellungen durchgeführt. Im Juni 2019 fand in der Talvogtei erstmals das Black Forest Voices Festival statt, es wurden über die 4 Tage Workshops für Chor und A Capella Gesang angeboten, die täglichen Höhepunkte waren die abendlichen Konzerte mit internationaler Besetzung.